# Tonny Eyk
Tonny Eyk, pseudoniem van Teun Eikelboom (Den Haag, 4 juli 1940), is een Nederlands musicus. Eyk is componist, arrangeur, accordeonist, pianist, orkestleider, producer, columnist en schrijver van diverse reisboeken over Frankrijk. Eyk studeerde op het Koninklijk Conservatorium te Den Haag met als hoofdvak trombone.

## Loopbaan
Tonny Eyk heeft honderden keren in televisie-uitzendingen opgetreden en de historie van de Nederlandse televisie vanaf het begin meegemaakt, onder meer de experimentele televisie in 1950, de opening van het tweede net in 1964, de eerste kleurenuitzending in 1967 vanuit de Firato, de start van Nederland 3 (waarvoor hij alle herkenningsmelodieën schreef) en de eerste Nederlandse reclame-uitzending in 1963 (voor Mecom Televisie). Eyk werkte met wereldsterren als Dame Edna, Tommy Cooper, Toots Thielemans, Ringo Starr, The Three Degrees, Oleta Adams en Danny Kaye. Hij stond met zijn tweelingzuster Jeanette, met wie hij in 1947 een accordeonduo vormde, in 1958 in het Europees voorprogramma van de rock-'n-rollband Bill Haley & His Comets ('s werelds eerste popconcert werd verboden in Nederland).
Eyk maakte met Rudi Carrell in 1962 een tournee voor de Nederlandse militairen in Nieuw-Guinea en werd na 1980 zelfs de muzikaal leider van Rudi's tv-shows in Duitsland, onder meer Die Verflixte Sieben en Rudi's Urlaub-show. In 1980 speelde Eyk met zijn combo bij de inhuldiging van koningin Beatrix, en in 2005 ook ter gelegenheid van haar 25-jarig regeringsjubileum voor de Staten-Generaal in de Ridderzaal van het Binnenhof.
Eyk heeft zowel in het lichte als in het klassieke genre honderden composities gemaakt. Hij schreef onder meer de herkenningsmelodieën van Top Pop, Studio Sport, AVRO's Wie-kent-kwis, het repertoire voor Van Kooten en De Bie ("Ballen in me buik", "De Tegenpartij", "Geen gezeik, iedereen rijk", "Rozen, rumbonen en rode wijn" en vele andere; Eyk was ook de producer, componist en orkestleider van de liedjes op hun lp's), de film Nummer 14 (Johan Cruijff), de hits van Kinderen voor Kinderen ("Op een onbewoond eiland" en "Ik heb zo waanzinnig gedroomd"), vele televisieseries (waaronder De Stille Kracht, De Zevensprong en Hollands Glorie), maar ook symfonisch werk, waaronder de Willem van Oranje Suite (voor Jaap van Zweden) en Capriccio voor Symfonie-orkest en Combo, in opdracht van Holland Festival '79. Ook is al decennialang de "Hymne Ceremonie Protocolaire U.C.I." tijdens alle wereldkampioenschappen wielrennen een compositie van Eyk.

## Les Deux Jeateux
De muzikale carrière van Eyk begint in 1947. Samen met zijn tweelingzus Jeanette (eigenlijk Sjaantje Eikelboom) vormt hij op zevenjarige leeftijd, het accordeonduo Les Deux Jeateux. De naam is een samenvoeging van de twee voornamen. Al gauw is het duo een bekende act in het naoorlogse variétécircuit en treedt het op met grote artiesten als Lou Bandy, Albert de Booy, Heintje Davids, Willy Vervoort, Max van Praag, Eddy Christiani, de Spelbrekers en Cees de Lange. In 1950 maken ze hun radiodebuut in het VARA-programma 'Amateurs zetten hun beste beentje voor' en daaruit volgt een uitnodiging om op te treden voor de toen nog experimentele Nederlandse televisie in Eindhoven. In 1952 werken ze voor het eerst in het buitenland en treden op in een bioscoop in Luik tussen de nieuws- en de hoofdfilm. In 1954 maken Jeanette en Tonny Eyk met hun accordeonleraar Addy Kleijngeld een tournee door Italië.
Op 14-jarige leeftijd, precies op 1 juli 1955, wordt het duo beroeps. In dat jaar zijn ze op 12 november voor het eerst op televisie te zien in het NCRV-programma Blokband en naar aanleiding hiervan worden ze uitgenodigd in het zeer populaire radioprogramma van Johan Bodegraven: Alle Hens aan Dek met Mastklimmen. Verder treden ze met hun accordeon-act regelmatig op in variétéprogramma's, voor Nederlandse militairen (o.a. La Courtine) en gaan op tournee voor Belgische militairen (gelegerd in Duitsland) terwijl Eyk dan buiten het optreden van het accordeonduo ook als pianist de jongleurs, humoristen, vocalisten, goochelaars en clowns moet begeleiden. In 1957 krijgt het duo een contract bij Heck's Lunchroom aan het Amsterdamse Rembrandtplein en in 1959 wordt hun eerste grammofoonplaat op het label Delahaye uitgebracht.
Naast de optredens met Les Deux Jeateux doet Eyk ook veel solowerk. Hij schnabbelt in nachtclubs en werkt als pianist in het orkest van de toen populaire zangeres Annie de Reuver. Van 1958 tot 1965 studeert hij op het Koninklijk Conservatorium te Den Haag hoofdvak trombone bij Anne Bijlsma sr en speelt in de orkestklas o.l.v. Louis Stotijn bij wie hij privé orkestdirectie studeert. In 1960 scoort Eyk in Italië een hit met het lied Addio Piccolina (gezongen door Rocco Montana). Vanaf 1963 is Eyk orkestleider van diverse radio-ensembles onder meer VARA Musette Orkest, Koffiekamer Klanken (NCRV) en hij formeert het Tonny Eykkwartet met Eddy Christiani als vocalist en gitarist.

## Tonny Eyks solocarrière

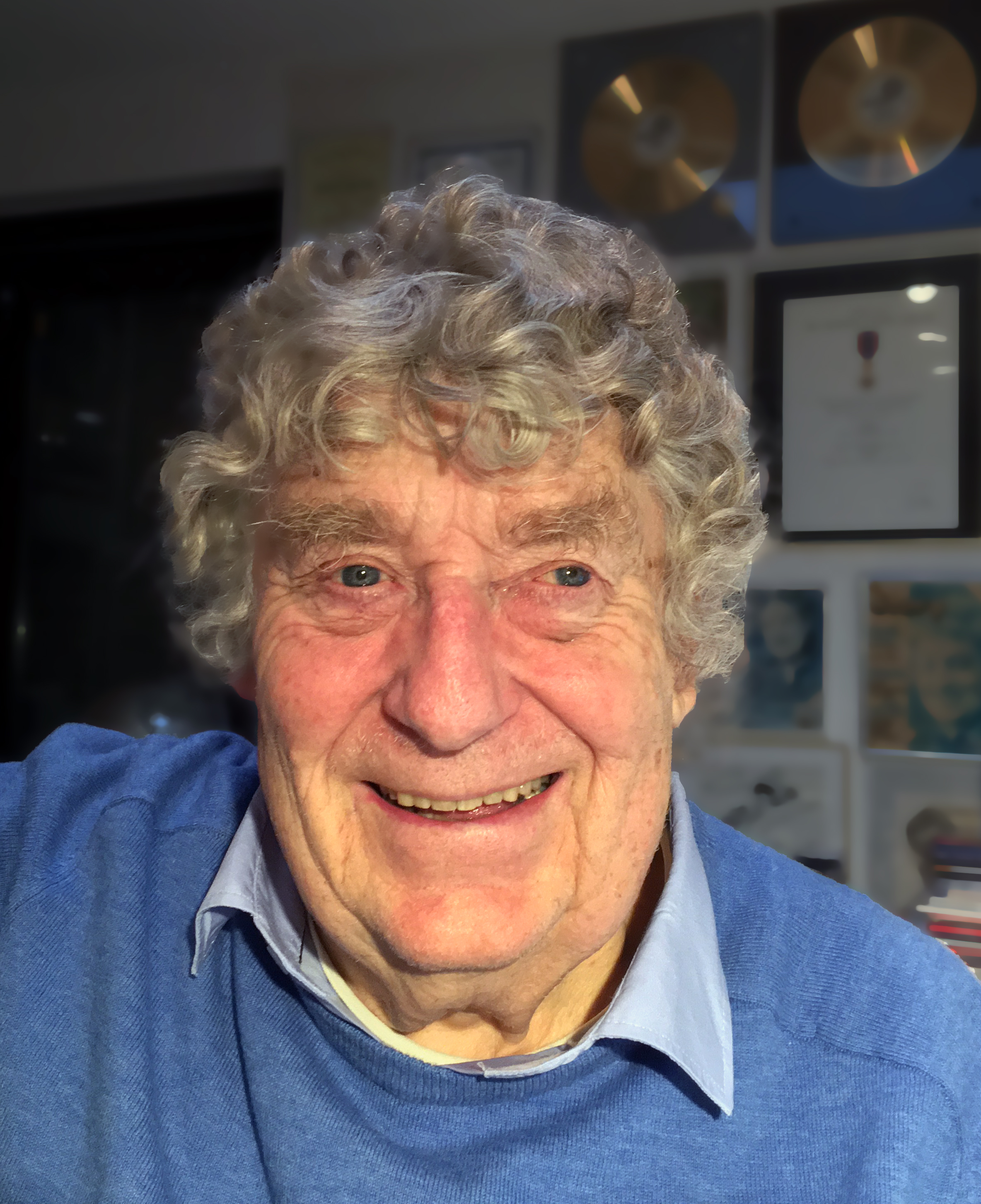
Tonny Eyk in 2019

In 1964 trouwt Eyk met Liesbeth Vasbinder, oud-danseres van het Nederlands en Het Nationale Ballet. Eyk wordt ook de begeleider van het duo Willy en Willeke Alberti. Voor het KRO-radioprogramma De Zonnebloem van Alex van Wayenburg, laat hij André van Duin en Willem Nijholt als vocalisten hun radiodebuut maken.
In de late jaren zestig beginnen voor Eyk de buitenlandse tournees met diverse groepen Nederlandse artiesten (Jan Blaaser, Willy en Willeke Alberti, Johnny Jordaan, Cees de Lange, wereldkampioen goochelen Fred Kaps, Toby Rix met zijn toeteriks, de zangeressen Conny Vandenbos en Connie Vink en vele anderen). Hij geeft optredens Nederlandse emigranten in Australië, Nieuw-Zeeland, Verenigde Staten, Canada, Curaçao, Suriname en Zuid-Afrika. Inmiddels wordt Eyk steeds meer gevraagd voor tv-programma's en krijgt hij de muzikale leiding van programma's waaronder Voor de Vuist Weg en Muziek Mozaïek (Willem Duys), Mies Bouwman, Télébingo, Nieuwe Oogst, de Ronnie Tobershows, Johnny en Rijk, de KRO komt langs, Brandpunt in de Markt, de 1-2-3-show, de Carré Shows, De Show van de Maand, Werk in Uitvoering (Willem Nijholt). Ook is hij verantwoordelijk voor de muziek in veel kinderseries zoals Bibelebons, de Poppenkraam, de Hollebolle Boom, de Zevensprong, de Bende van Hiernaast, Thomas en Senior, Mijn idee en vele anderen. Hij componeerde ook de muziek voor onder andere de televisieseries Kant aan mijn Broek, Van oude mensen, de dingen die voorbijgaan, De Verlossing en voor Teleac: Vamos a Ver.
Eyk treedt tijdens het Wereldkampioenschap voetbal 1974 op voor het Nederlands elftal in Duitsland en laat Rinus Michels voor zijn spelers het lied Droomland zingen. Op verzoek van Mr. Pieter van Vollenhoven maakte Eyk ook deel uit van de Gevleugelde Vrienden. Prinses Juliana begeleidde hij met twee gezongen cabaretliedjes op een single.
Eyk dirigeerde 'Het Gala van de Eeuw' (100 jaar Koninklijk Theater Carré) en maakte platen- en cd-opnamen met big band De Skymasters, Jan Blaaser, Willy Alfredo, Thea en Theo, Alex de Haas, The Blue Diamonds, AVRO's kinderkoor, de Wama's en vele anderen. Zeer populair werd Eyk met het KRO televisieprogramma Klassewerk, maar ook als voorzitter van de jury bij de Mini Playbackshows. Met tekstdichter Herman Pieter de Boer schreef Eyk de hits voor Kinderen voor Kinderen onder meer "Op een onbewoond Eiland" en "Ik heb zo waanzinnig gedroomd". Ook voor de film de Boezemvriend (André van Duin) schreef hij de muziek en Eyk begeleidde Hans Teeuwen in zijn film Gewoon Hans. Bij het AVRO-televisieprogramma Sterrenslag was Eyk vele jaren deelnemer en scheidsrechter.
Vanaf 1990 maakte Eyk veel optredens in het buitenland. Op verzoek van Aad Ouborg (van Princess) werkte hij met de fameuze meesterkok Cas Spijkers vijftien keer in Hongkong. Ze reisden de hele wereld over (Curaçao, Chicago, China, Japan, Maleisië) en maakten diverse televisieopnamen, onder meer in The Big Buffetshow in Singapore. In Shanghai maakte Eyk in 2005 opnamen van zijn kinderhits Op een onbewoond eiland en Ik heb zo waanzinnig gedroomd. Deze nummers werden zelfs in het Chinees gezongen door het Shanghai tv-kinderkoor. In 2011 werd zijn compositie 'Capriccio for Strings' o.m. uitgevoerd door The Fancy Fiddlers en in Sint-Petersburg door het Russisch Kamerorkest Carpe Diem.

## Verzamelaar
Eyk is een groot wielerliefhebber en internationaal bekend als verzamelaar van wielertruien (uitsluitend kampioens-en klassementstruien). Deze grote collectie werd in 2010 door de Lotto tentoongesteld in de Bibliotheek van Rotterdam. Uniek is bovendien zijn verzameling kookboeken.
Buiten musicus is Eyk ook schrijver. Hij publiceerde onder meer vijf boeken over Frankrijk. Hij schrijft ook artikelen in diverse bladen, waaronder in magazine Zakenreis. Al jaren heeft hij een column in het dagblad De Telegraaf; tijdens de Tour de France schreef hij een dagelijkse column.

## Muziek voor televisie
Tonny Eyk schrijft muziek voor zeer veel televisieprogramma’s en treedt regelmatig op met andere bekende artiesten. Hij is onder andere bekend van de herkenningsmelodie van Studio Sport en de composities voor Van Kooten en De Bie.

## Klassieke werken
- Étude Symphonique 1978 Philips Symfonie Orkest ( Louis Stotijn) Radio Omroep Orkest ( Jan Stulen )
- Capriccio for Symfonie Orchestra and Jazz Combo Opening Holland Festival 1978 NOS- Promenade Orkest Jan Stulen
- Willem van Oranje Suite. Orkest van het Oosten 1997 o.l.v. Jaap van Zweden, Concerto Pour Une Note. 2002 Radio Filharmonisch Orkest o.l.v. Jaap van Zweden, Intrada pour Trombone 2015
- Petit Mouvement pour Violon I. Lisanne Soeterbroek, Noa Eyl
- Mouvement pour Violon II 2018 Charlotte Spruit (Doelen Rotterdam)
- KLASSIEKE WERKEN VOOR STRIJKORKEST
- Capriccio for Strings 1993 Amsterdam Sinfonietta o.l.v.Lev Markiz, The Sinfonietta of Oxted o.l.v. John Katz, Chamber Orchestra ‘Carpe Diem’ St.Petersburg . The Fancy Fiddlers o.l.v Coosje Wijzenbeek
- De volgende werken zijn o.m.in première gegaan tijdens het internationale festival in Frankrijk ‘ Les Musicales du Luberon’ door de zeer gerespecteerde strijkersgroep van jonge talenten: The Fancy Fiddlers:
- Variations on a Theme 2012 ( ook uitgevoerd in Helsinki door de strijkers van het Koninklijk Conservatorium)
- Romance en France 2013
- Poème Pour Deux 2015 ( solisten; duo Konoye) Sentiments d’ Antan 2016
- Nuances Pour Cordes 2017
- Phrases pour Cordes 2019

### Tv-melodieën
Voor de volgende Nederlandse televisieprogramma's schreef hij de beginmelodie:
- 1962 - 1963 Wilde Ganzen
- 1968 - 1970 Scala (NTS)
- 1968 - 1970 Doebiedoe
- 1970 - 1988 AVRO's TopPop
- 1972 - 1989 Klassewerk
- 1972 - heden NOS Studio Sport
- 1973 - 1983 AVRO's Wie-kent-kwis
- 1978 - 1989 Klassewerk
- 1978 -  NOS-herkenningsmelodie
- 1979 - 1985 AVRO's Puzzeluur
- 1980 - 1986 De 1-2-3 show
- 1981 - 1985 Babbelonië
- 1981 - 1992 Teleac-herkenningsmelodie
- 1985 - 1987 Wedden dat..?
- 1986 - 1988 Brandpunt in de markt
- 1986 - 1995 Dinges
- 1988 - 1992 Herkenningsmelodie Nederland 3
- 1988 - 1994 RVU-herkenningsmelodie
- 1989 - 1996 Boggle
- 1989 - Socutera-herkenningsmelodie
- 1993 - 1994 Meer op Zondag (NOS)
- 1993 - 1998 Kookgek
- 1994 - 1995 Topscore

### Buitenlandse tv-melodieën
Voor de volgende Duitse televisieprogramma's schreef hij de beginmelodie:
- 1984 - 1987 Die verflixte Sieben (WDR)
- 1985 - 1990 Kinder in der Kiste (ARD)
- 1987 - 1988 Die Oma-Opa-Mama-Papa Guck Mal Show (WDR)
- 1991 - 1997 Rudi's Lacharchiv
- 1993        Die Post geht ab! (RTL)
- Rudigramme (RTL)
- Rudi's Tierschow

### Orkestleider
In de volgende televisieprogramma's trad Tonny Eyk op als orkestleider:
- 1963 - 1965 Kijk die Rijk
- 1964 - 1965 Johnny en Rijk Shows
- 1966 - 1967 De Ronnie Tober-shows
- 1966 - 1979 Voor de Vuist Weg
- 1968 - 1969 De Max Tailleur-shows
- 1974 - 1976 Muziekmozaïek
- 1974 - 1985 Studio Vrij
- 1975 - 1980 Bij Ons In....
- 1978        Netwerk
- 1979 - 1981 Telebingo
- 1980 - 1981 De K.R.O. Komt Langs In
- 1981 - 1982 Mies
- 1983 - 1984 Nieuwe Oogst
- 1980 - 1986 De 1-2-3-show
- 1985 - 1986 De Willem Nijholt-shows (Titel: Werk in uitvoering)
- 1989        Harten-Gala's
- De Carré-shows (Variété-shows, 8-delige serie AVRO)

### Overige muziek voor tv
- 1972 - 1975 Bibelebons
- 1974 - 1975 De stille kracht
- 1974 - 1975 De verlossing
- 1974 - 1998 Van Kooten en De Bie
- 1975 - 1976 Van oude mensen, de dingen die voorbijgaan
- 1975 - 1978 De Holle Bolle Boom
- 1977 - 1978 Hollands Glorie
- 1977 - 1979 De Luchtbus
- 1978 - 1979 Kant aan m'n broek
- 1979 - 1980 De Boris en Bramshow
- 1980 - 1985 De Poppenkraam
- 1980 - 1990 Kinderen voor kinderen
- 1982 - 1983 De Zevensprong
- 1983 - 1984 Willem van Oranje
- 1983 - 1997 Hints
- 1984 - 1985 Knokken voor twee
- 1984 - 1990 Mini-playbackshow
- 1985 - 1988 Thomas en Senior
- 1985 - 1991 Mijn idee
- 1988  Jingles en Tunes Nederland 3

## Muziek voor film
- 1973 - Nummer 14 Johan Cruijff. (Documentaire van Maarten de Vos )
- 1976 - Peter en de Vliegende Autobus
- 1979 - Martijn en de Magiër
- 1980 - De Bende van Hiernaast
- 1982 - De Boezemvriend
- 1982 - Knokken voor twee
- 1985 - Maria
- 1989 - Kunst- en Vliegwerk
- 2009 - Gewoon Hans (Met Hans Teeuwen, regie van Diederik Ebbinge)

## Onderscheidingen
In de loop der jaren heeft Eyk diverse onderscheidingen gekregen voor zijn (muzikale) werkzaamheden. Zo kreeg hij gouden en platina platen, Edisons, een Gouden Harp en werd hij benoemd tot Ridder in de Orde van de Nederlandse Leeuw. In 2006 werd hij door het Franse Ministerie van Toerisme onderscheiden met de Médaille du Tourisme. In april 2024 ontvangt hij de Oeuvre Award Music in Media tijdens de Music in Media Awards (MIMA’s). Een initiatief van Buma Music in Motion (BumaStemra).

### Gouden en platina platen
- 1977 - Van Kooten en de Bie - Hengstenbal
- 1980 - Van Kooten en de Bie - Op hun Pik Getrapt
- 1982 - Van Kooten en de Bie - Mooie meneren
- 1984 - Van Kooten en de Bie - Draaikonten
- 1995 - Ron Brandsteder - Liedjes die iedereen kent

### Edisons
- 1977 - Van Kooten en de Bie - De Tweede Langspeelplaat van het Simplisties Verbond
- 1978 - Van Kooten en de Bie - Hengstenbal
- 1985 - Wim de Bie - De Bie Zingt
- 2006 - Van Kooten en de Bie - Draaikonten

### Overige onderscheidingen
- 1981 - Gouden Harp
- 1996 - Ridder in de Orde van de Nederlandse Leeuw
- 1999 - Big Entertainment Award (Efteling Sprookjesshow)
- 1999 - Leadermuziek TopPop, Beste AVRO Programma 20e eeuw
- 2003 - Big Entertainment Award (Nieuwe Efteling Sprookjesshow in het Theater de Efteling)
- 2004 - Beste Tv-tune Nationaal AVRO Radio 2 (Studio Sport)
- 2006 - La Médaille de Bronze du Tourisme République Française
- 2009 - Beste Tv-tune Nationaal BNN-3FM (Studio Sport)
- 2010 - Allergrootste Kinderen voor Kinderen-hit (Op een Onbewoond Eiland - Eyk/de Boer)
- 2024 - Oeuvre Award Music in Media

## Schrijver
- 2000 - Richting Zuiden
- 2000 - Een Weekend Weg met Tonny Eyk
- 2002 - Leve het Goede Leven in Frankrijk
- 2004 - Frankrijk en Route
- 2007 - Het Nieuwe Reisboek Richting Zuiden
- 2010 - Smullen en Genieten in Frankrijk

## Persoonlijk
Eyk is de vader van beroepswielrenner Patrick Eyk, die in 2019 overleed.